# Pomniki w Ełku
Zgodnie ze stanem na październik 2013 w Ełku znajdowało się 7 pomników rzeźb i płaskorzeźb, 9 tablic pamiątkowych, 9 pomników przyrody i 7 kamieni pamiątkowych.

## Pomniki
- Kolorem     oznaczono nieistniejący pomnik

| Pomniki                                                       | Lokalizacja                                                                    | Zdjęcia | Uwagi |
| ------------------------------------------------------------- | ------------------------------------------------------------------------------ | ------- | --- |
| Poległym za wolną i niezawisłą Polskę                         | Centrum, Park Solidarności, ul. Mickiewicza                                    |         | Wzniesiony w 1965 roku, pierwotny napis: W 20 rocznicę powrotu ziemi mazurskiej do Polski, w hołdzie walczącym i poległym o polskość tej ziemi, o jej wyzwolenie i utrwalenie władzy ludowej. W 2001 roku poddany renowacji, umieszczono orła i zmieniono napis na: Poległym za Wolną i Niezawisłą Polskę. |
| Michała Kajki                                                 | Centrum, Park Solidarności, ul. Armii Krajowej                                 |         | Pomnik autorstwa Balbiny Świtycz-Widackiej, odsłonięty 28 września 1958 roku. Pomnik przedstawia poeta trzymającego w ręku znak Rodła, symbol uczestnictwa w walce o polskość, u stóp Kajki umieszczono postaci dwojga dzieci. Na cokole widnieje napis: Michałowi Kayce – Rodacy – 1958 r. |
| W hołdzie poległym Polakom za wiarę i ojczyznę                | Centrum, ul. Wojska Polskiego, przed Kościołem Najświętszego Serca Pana Jezusa |         | Pomnik odsłonięty 17 czerwca 1950 roku, usytuowany na kamiennym cokole, ukazuje postać Pana Jezusa stojącego na betonowej kapliczce, na której widnieje napis: W hołdzie poległym Polakom za wiarę i ojczyznę. W maju 2005 roku, w 60. rocznicę zakończenia II wojny światowej, Kombatancki Związek Dzieci Wojny Rzeczypospolitej w Ełku odsłonił tablicę przy postumencie pomnika o treści: Polskie dzieci ofiary II wojny światowej, więźniowie obozów, sieroty wojenne, robotnicy niewolniczej pracy, wypędzeni, prześladowani w czasie okupacji hitlerowskiej i sowieckiej – dziękują Panu Bogu za ocalenie |
| Jana Pawła II                                                 | Centrum, Plac Jana Pawła II                                                    |         | Pomnik według projektu prof. Czesława Dźwigaja z Krakowa, odsłonięty 8 czerwca 2000 roku. Napis na cokole: Ojcu Świętemu Janowi Pawłowi II w rocznicę wizyty apostolskiej. Pomnik należy do jednych z największych w kraju. |
| Bohaterom poległych w walkach o wolność Polski                | Kochanowskiego, Cmentarz Komunalny i Wojskowy w Ełku                           |         | Napis na pomniku: Bohaterom poległych w walkach o wolność Polski w latach 1939-1945. Nieopodal pomnika pochowani są żołnierze Polscy, Radzieccy, Niemieccy i Francuscy. |
| Rusałka                                                       | Centrum, ul. Wojska Polskiego                                                  |         | Pomnik przedstawia prawie dwumetrową postać kobiety, która w dłoni trzyma kwiaty lilii wodnej. |
| Mikołaj Kopernik                                              | Centrum, ul. Wojska Polskiego                                                  |         | Pomnik przedstawia Mikołaja Kopernika siedzącego na ławce, trzymającego w ręku astrolabium, które skradziono w grudniu 2014 roku. Nowe astrolabium trafiło na swoje miejsce po kilku dniach. |
| Szczątki pomnika Regimentu Piechoty Feldmarszałka Hindenburga | Centrum, Park Solidarności                                                     |         | W trakcie renowacji parku w 2009 roku natrafiono na fundamenty dawnego Pomnika Regimentu Piechoty Feldmarszałka Hindenburga. |

## Kamienie pamiątkowe
| Kamienie pamiątkowe                   | Lokalizacja                                          | Zdjęcia | Uwagi |
| ------------------------------------- | ---------------------------------------------------- | ------- | --- |
| Józefowi Piłsudskiemu                 | Północ I, ul. Piłsudskiego                           |         | „Być zwyciężonym i nie ulec, to zwycięstwo zwyciężyć i spocząć na laurach, to klęska”. Józef Piłsudski Pierwszy Marszałek Polski 1867–1935 Ełk * Rada Miasta * 1990-94 |
| Bohaterskim Żołnierzom Września       | Centrum, ul. Słowackiego                             |         | Bohaterskim żołnierzom września w 50 rocznicę wybuchu II wojny światowej ~ wrzesień 1989 ~ społeczeństwo Ełku |
| Ofiarom Katynia 1940 i Smoleńska 2010 | Centrum, ul. Kościuszki, przy Katedrze św. Wojciecha |         | Jeśli unicestwią – pamięć... Kamienie wołać będą Pomordowanym, Poległym, Zaginionym... nie tylko na „nieludzkiej ziemi” – Mieszkańcy Ełku. |
| Walczącym o Polskość                  | Centrum, ul. Wojska Polskiego                        |         | Odsłonięty w 1986 roku, widnieje na nim napis: Walczącym o polskość w 90 rocznicę ruchu ludowego na Mazurach. W 2014 przesunięto pomnik bliżej ulicy Wojska Polskiego i rozebrano biały mur potocznie nazywany uszami Urbana |
| Pamięci ełczan                        | Kochanowskiego, Cmentarz Komunalny i Wojskowy        |         | Pamiętajmy o tych którzy przed 1945r. w Ełku żyli i tu zmarli w języku polskim i niemieckim. |
| Kamień nad Kufrem Pamięci             | Północ I, ul. Piłsudskiego                           |         | 28 października 2010 roku zakopano kufer pamięci, który ma zostać ponownie otwarty w 650 rocznicę powstania miasta, czyli w 2075 roku. Do kapsuły czasu włożono pamiątki z czasów współczesnych, księgę pamięci, zdjęcia, dane na odpowiednio zabezpieczonych nośnikach: CD/DVD. Napis na kamieniu: 28 X 2010 r. Tu zakopano Kufer Pamięci. Otworzyć w 2075 r. |
| Poległym Saperom                      | ul. Kościuszki                                       |         | Chwała saperom poległym w czasie rozminowania ziemi mazurskiej. |

## Tablice pamiątkowe
| Tablice pamiątkowe                                              | Lokalizacja                                   | Zdjęcia | Uwagi |
| --------------------------------------------------------------- | --------------------------------------------- | ------- | --- |
| na ścianie Zespołu Szkół Mechaniczno-Elektrycznych              | Centrum, ul. Armii Krajowej                   |         | W tym miejscu działała przez wieki, założona w 1546 szkoła wyższa, zwana później Akademią Mazurską. Jej podwaliny stworzył pierwszy rektor Hieronim Malecki |
| na ścianie zabytkowej sali sportowej przy ul. Armii Krajowej 16 | Centrum, ul. Armii Krajowej                   |         | W latach 1940–1945 przebywała tutaj grupa 100 żołnierzy francuskich – jeńców wojennych w językach polskim i francuskim |
| na ścianie I Liceum Ogólnokształcącego                          | Północ I, ul. Piłsudskiego                    |         | |
| na ścianie budynku przy Urzędzie Miasta dla Józefa Piłsudskiego | Północ I, ul. Piłsudskiego                    |         | Józefowi Piłsudskiemu społeczeństwo 11 listopada 1991 r. |
| na ścianie Zespołu Szkół nr 6                                   | Północ II, ul. Kajki 4                        |         | |
| Ofiarom w Ponarach, i bohaterom walczącym o Polskę.             | Kochanowskiego, Cmentarz Komunalny i Wojskowy |         | - Pamięci tysięcy Polaków zamordowanych w latach 1941–1944 w Ponarach k/ Wilna przez litewskie ochotnicze oddziały egzekucyjne w służbie niemieckiej Ypatingasis Būrys - W hołdzie Bohaterom walczącym o Polskę Dowódcom i Żołnierzom Armii Krajowej Okręgów Wileńskiego i Nowogródzkiego |
| Tułaczom Syberyjskim                                            | Kochanowskiego, Cmentarz Komunalny i Wojskowy |         | Dla wszystkich tułaczy Syberyjskich szlaków w latach 1934-1956 |
| W X rocznicę wizyty papieża Jana Pawła II                       | Centrum, Plac Jana Pawła II                   |         | W X rocznicę wizyty papieża Jana Pawła II w Ełku – mieszkańcy Ełku |
| na ścianie budynku Piłsudskiego 5 dla Aleksandra Szczygło       | Centrum, ul. Piłsudskiego 5                   |         | ŚP. Aleksander Marek Szczygło 27 X 1963–10 IV 2010 minister poseł na sejm w tym budynku w 2013 roku utworzył swoje biuro poselskie w Ełku 27 X 2013 r. |
| na trawniku w Centrum Edukacji Ekologicznej                     | Centrum, ul. Parkowa 12                       |         | 580 drzewek na 580-lecie Miasta Ełku W 1425 roku Ełk otrzymał prawa miejskie Ełk, październik 2005 |

## Drewniane rzeźby
| Drewniane rzeźby                                                                  | Lokalizacja              | Zdjęcia | Uwagi |
| --------------------------------------------------------------------------------- | ------------------------ | ------- | --- |
| Władców Polski od Mieszka I do Stanisława Augusta Poniatowskiego i innych postaci | Centrum, Promenada Ełcka |         | W Ełku od 2006 roku organizowana jest coroczna impreza o nazwie "Międzynarodowy Plener Rzeźbiarski – Natura i Kultura", po której przybywa rzeźb nad promenadą. Na zdjęciu kobieta trzymająca lilie wodną |
| Postać rybaka przy Bajorku                                                        | Północ II                |         | Krzysztof Mianowski wraz z synami 26 czerwca 2011 wyrzeźbił z drzewa topoli postać rybaka. |

## Pomniki przyrody
| Pomniki przyrody                             | Lokalizacja                                    | Zdjęcia | Wymiary                          |
| -------------------------------------------- | ---------------------------------------------- | ------- | -------------------------------- |
| Klon jawor (acer pseudoplatanus)             | w parku przy ul. Słowackiego (1998)            |         | ob. 2,05 m wys. 20 m             |
| Klon zwyczajny (acer platanoides)            | w parku przy ul. Słowackiego (1998)            |         | ob. 2,10 m wys. 26 m             |
| Klon jawor (acer-pseudoplatanus)             | w parku przy ul. 3 Maja (1998)                 |         | 2,37 m wys. 18 m                 |
| Buk zwyczajny (fagus sylvatica)              | w parku przy ul. 3 Maja (1998)                 |         | ob. 2,54 m wys. 22 m             |
| Buk zwyczajny (fagus sylvatica) „Adam i Ewa” | w parku przy ul. 3 Maja (1998)                 |         | ob. 2,40 i 1,70 m wys. 22 i 22 m |
| Dąb szypułkowy (quercus robur)               | ul. Wojska Polskiego (2005)                    |         | ob. 4,20 m wys. 24 m             |
| Dąb szypułkowy (quercus robur)               | ul. Wojska Polskiego (2005)                    |         | ob. 3,50 m wys. 28 m             |
| Dąb szypułkowy (quercus robur)               | park przy ul. Małeckich (2005)                 |         | ob. 2,70 m wys. 26 m             |
| Dąb szypułkowy (quercus robur)               | skwer zieleni półwyspu Jeziora Ełckiego (2005) |         | ob. 3,40 m wys. 26 m             |